# Turó de Pixallits
El Turó de Pixallits és una muntanya de 824 metres que es troba entre els municipis de Santa Maria de Miralles, a la comarca de l'Anoia i de Pontils, a la comarca de la Conca de Barberà.